# 낭성
낭성(娘城)은 신라의 진흥왕(眞興王)이 남한강 상류 청풍강 유역을 점령하고 순수한 옛 국원에 읍성으로 소재지는 미상이다.

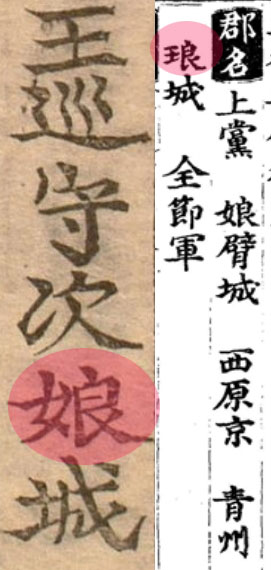
《삼국사기》에 낭성(娘城)과 《신증동국여지승람》에 낭성(琅城)은 한자가 상이한 아가씨 낭(娘)자와 옥이름 랑(琅)자는 동음이의어로 혼동하면서 청주로 비정은 오류이다.

## 낭성(娘城)의 원전사료
- 진흥왕 12년(551) 3월에, 왕이 순수(巡守)하다가 낭성(娘城)에 이르러서 우륵(于勒)과 그의 제자 이문(尼文)이 음악을 잘한다는 것을 듣고 특별히 불렀다. 왕이 하림궁(河臨宮)에 머무르며 음악을 연주하게 하였는데, 두 사람이 각각 새로운 노래를 지어 연주하였다.[1]

## 청주 낭성의 학설
- 안정복(安鼎福, 1712~1791)은 지금의 청주부(淸州府)를 낭성(娘城) 《동사강목(東史綱目)》에 부기하였다.
- 말송보화(末松保和)는 《임나흥망사(任那興亡史)》에서 “娘城は娘臂城·娘子谷の略稱づ今の淸州である”라고 청주지역에 낭성(娘城)으로 기록했다.
- 《신증동국여지승람》청주목 군명(郡名)에 “상당(上黨), 낭비성(娘臂城), 서원경(西原京), 청주(靑洲), 낭성(琅城), 전절군(全節軍)”이라고 실린 낭성(琅城)의 음운이 낭성(娘城)과 같아서 혼동한 것으로 보인다.
- 충청북도 청원군 미원면 성대리에 소재한 낭성산성(琅城山城)에 하림궁의 소재로 비정하고 낭성산성은 신라의 진흥왕 12년(551)에 왕이 변방을 순수(巡狩)하다가 우륵(于勒)을 불러 가야금을 연주하게 하였다는 낭성(娘城)과 동음(同音)하여《삼국사기》에 등장하는 낭성으로 비정되기도 하여 주목된다.[2][3][4]
- 낭성산성(琅城山城)은 낭성면(琅城面) 성대리(城坮里), 낭성(琅城)이라 칭함[5]이라는 자료에서 동명으로 확인된다.
- 김정호(金正浩)의 《대동지지》에 청주(淸州)의 연혁에는, 본래 백제 상당(上黨)은 삼국사(三國史)에 백제의 지지(地志)를 말한다. 서원현(西原縣)의 일설에는 낭자곡성(娘子谷城)과 일설에는 낭비성(娘臂城)이라 한 것은 다 오류이다. 낭자곡성(娘子谷城)은 지금의 충주에 낭비성(娘臂城)으로 소재지는 상고할 수 없다.[6]

## 충주 낭성의 학설
- 김정호(金正浩)의 《대동지지》에 충주(忠州)의 연혁에는, 본래 임나국(任那國)으로 후에 백제(百濟)가 소유하면서 별칭한 낭자곡성(狼子各城)은 일설에는 낭자성(娘子城), 일설에는 미을성(未乙省)이라 한다. 신라 진흥왕(眞興王) 12년(551)에 공취하여 18년(557)에 국원소경(國原小京)을 설치하였다.[7] 이를 역사적인 사실로 본다면 당시 백제의 근거지인 서울부근이었으므로 충주(忠州)지역이 백제의 영향권에 있었다고 보는 편이 타당할 것이다.[8]
- 양기석(梁起錫)은 지금의 청주지역인 청원군 낭성면의 낭성산성으로 보는 학계의 통설을 거부하면서, 두 지명은 모두 지금의 충주 지역에 해당한다고 주장했다.[9]

## 충주 낭성(娘城)의 정립
- 신라 진흥왕 18년(557)에 국원소경(國原小京)으로 삼았다.[10]
- 신라 진평왕(眞平王) 51년(629)에 김유신 등 신라의 대군이 고구려의 낭비성(娘臂城)을 침공하여 함락[11]하면서 비로소 629년에 이르러서 신라의 강역에 편입하였으므로 551년 당시 진흥왕이 순수한 낭성은 남한강 유역으로 판단된다.
- 신문왕(神文王) 5년(685) 3월에 서원소경(西原小京)을 설치하여 아찬(阿湌) 원태(元泰)를 사신(仕臣)으로 삼았다.[12]
- 충주는 진흥왕 18년(557)에 국원소경(國原小京)을 설치한 시기에 비하여 청주는 신라 신문왕 5년(685)에 서원소경(西原小京)을 설치의 연차는 무려 128년이 지난 후 청주에 서원소경을 설치하여 충주지역으로 고증된다.
- 청풍강 유역은 삼국의 격전지로 신라는 550년 제천에 백제의 금현성(金峴城)과 단양에 고구려의 도살성(道薩城)을 공취한 영토를 다음 해 551년 3월에 진흥왕이 청풍강 유역에 낭성(娘城)을 순수하면서 가궁(假宮)인 하림궁(河臨宮)에서 우륵(于勒)을 불러서 하림조(河臨調)를 경청한 것으로 고증된다.